# St. Katharina und Barbara (Auerbach in der Oberpfalz)

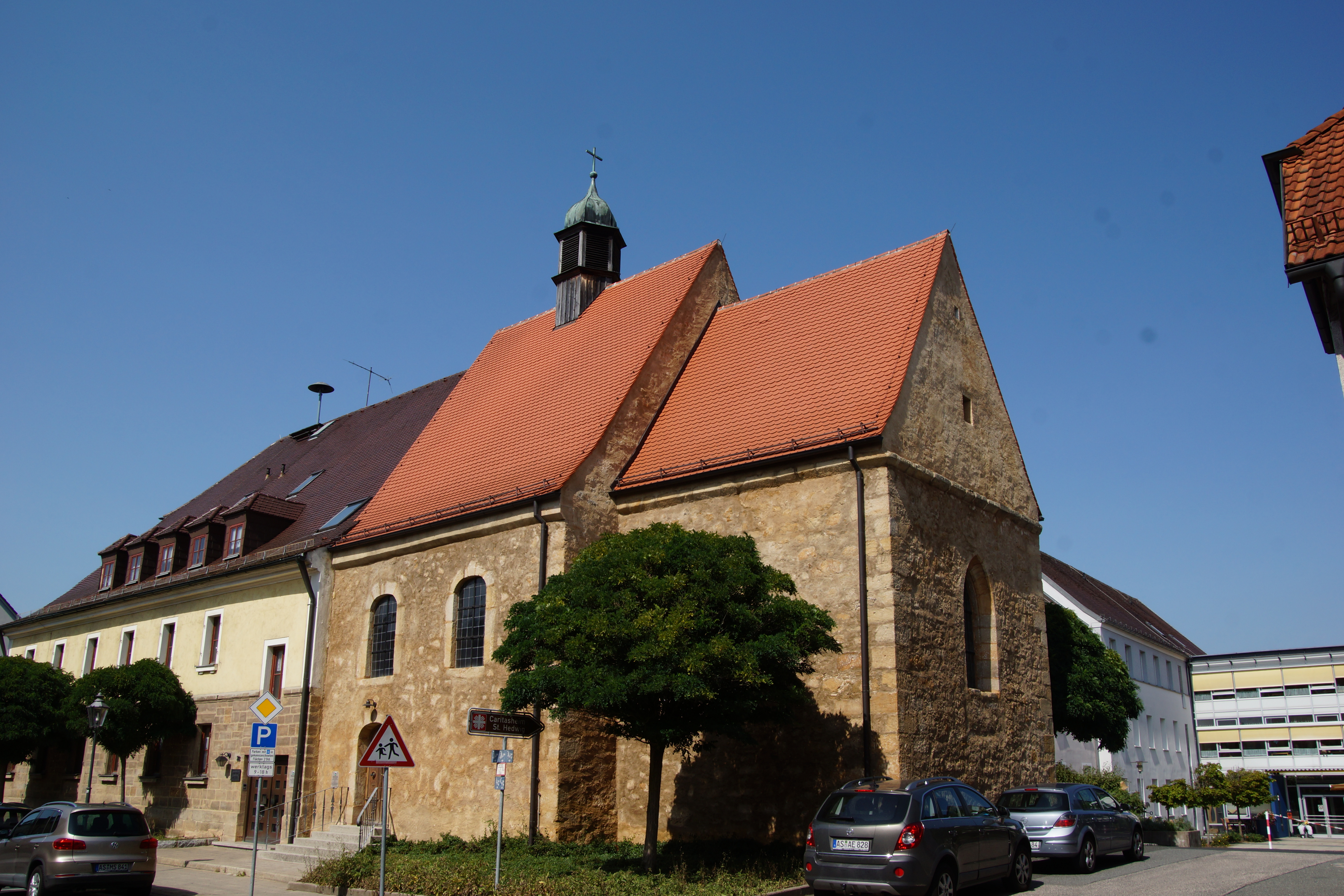
St. Katharina und Barbara (Auerbach)

Die römisch-katholische, denkmalgeschützte Spitalkirche St. Katharina und Barbara steht in Auerbach in der Oberpfalz, einer Stadt im Landkreis Amberg-Sulzbach der Oberpfalz. Sie gehört zum Seelsorgebereich Auerbach-Pegnitz im Dekanat Bayreuth des Erzbistums Bamberg. Das Bauwerk ist unter der Denkmalnummer D-3-71-113-62 als Baudenkmal in die Bayerische Denkmalliste eingetragen.

## Beschreibung
Die im Kern im 14. Jahrhundert aus Bruchsteinen gebaute Saalkirche wurde 1657 verändert. Sie besteht aus einem Langhaus und einem eingezogenen, gerade geschlossenen Chor im Osten, die beide mit Satteldächern bedeckt sind. Aus dem Satteldach des Langhauses erhebt sich in der Mitte ein sechseckiger Dachreiter, der mit einer Zwiebelhaube bedeckt ist. Der Innenraum des Langhauses ist mit einer Flachdecke überspannt, die von Vouten gerahmt wird, der des Chors mit einem Kreuzrippengewölbe. Die Brüstung der Empore wurde 1735 bemalt. Der Hochaltar mit den Statuetten der vierzehn Nothelfer wurde 1735–42 von Johann Michael Doser geschaffen. Die Seitenaltäre stammen vom gleichen Künstler.